# فيليكس كاستيلانوس هرنانديز
فيليكس كاستيلانوس هرنانديز هو سياسي مكسيكي، ولد في 17 ديسمبر 1961 في مدينة مكسيكو في المكسيك. انتخب عضو مجلس النواب المكسيك ‏.